# Deltocephalus frionus
Deltocephalus frionus är en insektsart som beskrevs av Delong 1984. Deltocephalus frionus ingår i släktet Deltocephalus och familjen dvärgstritar. Inga underarter finns listade i Catalogue of Life.